# Elimförsamlingen i Billdal
Elimförsamlingen i Billdal (Billdals pingstkyrka) är en pingstförsamling i Billdal i Göteborgs kommun grundad 12 augusti 1916 av troende på orten under ledning av Johannes Waern.
”Elim” är namnet på den oas i öknen som Israels folk kom till under sin vandring mot Kanaans land:
”Sedan kom de till Elim, där det fanns tolv vattenkällor och sjuttio palmer. Och de slog läger där vid vattnet."
(2 Mos. 15:27)
Frikyrklig förkunnelse hade kommit till Billdal redan på 1890-talet. En skomakare boendes på Kopparåsen i Billdal öppnade sitt hem för sådana möten. Det var en Amerika-resenär vid namn Sjörling som predikade och han introducerade bland annat vuxendopet. Detta var tidigare okänt i trakten. 
Dop ägde sedan rum i en bäck nedanför Kopparåsen. Platsen för dopen kom att kallas för ”Döpelsehöljen”
När Johannes Waern kom till Billdal så predikade han inte endast vuxendop (troendedop) utan även andedop. Andedopet syftar på den uppfyllelse av den Helige Ande som de första kristna fick erfara i Jerusalem enligt Apostlagärningarna kapitel två i Bibeln (nya testamentet).